# Alloraphidia dorfi
Alloraphidia dorfi là một loài côn trùng trong họ Alloraphidiidae thuộc bộ Raphidioptera. Loài này được Carpenter miêu tả năm 1968.